# Barbie: Párban sztár
A Barbie: Párban sztár (eredeti cím: Barbie: It Takes Two) 2022-es amerikai–kanadai 3D-s számítógépes animációs kalandsorozat, amelyet Marsha Griffin alkotott.
Amerikában 2022. április 8-án a Netflix, Kanadában 2023. április 10-én a YTV, Magyarországon 2022. június 6-án a Minimax mutatta be.

## Ismertető
Malibu és Brooklyn Barbie New Yorkban szórakozik, megosztják a reflektorfényt és zenei álmaikat követik, miközben megismerik egymás ellentétes családját, barátait és kultúráját.

## Szereplők

### Főszereplők
| Szereplő                  | Eredeti hang   | Magyar hang    |
| ------------------------- | -------------- | -------------- |
| Barbie "Malibu" Roberts   | America Young  | Vágó Bernadett |
| Barbie "Brooklyn" Roberts | Tatiana Varria | Vágó Bernadett |
| Rafael                    | Nicolas Roye   | Ágoston Péter  |

### Mellékszereplők
| Szereplő             | Eredeti hang                                  | Magyar hang       |
| -------------------- | --------------------------------------------- | ----------------- |
| Kelvin "Kel" Roberts | Gabriel Kunda                                 | Mészáros András   |
| Simone Roberts       | Mela Lee                                      | Bozó Andrea       |
| Jackson Roberts      | Xavier Patterson                              | Simon Barnabás    |
| Jayla Roberts        | Taylor Lauren                                 | Schmidt Karolina  |
| Ken Carson           | Ritesh Rajan                                  | Baráth István     |
| Skipper Roberts      | Kirsten Day                                   | Laudon Andrea     |
| Stacie Roberts       | Cassandra Morris                              | Károlyi Lili      |
| Chelsea Roberts      | Cassidy Naber (1. évad) Anna McGill (2. évad) | Pekár Adrienn     |
| George Roberts       | Greg Chun                                     | Pál Tamás         |
| Margaret Roberts     | Lisa Fuson                                    | Solecki Janka     |
| Renee                | Stephanie Sheh                                | Sipos Eszter Anna |
| Daisy                | Emma Galvin                                   | Gulás Fanni       |
| Epiphany             | Dorian Plague                                 | Vámos Mónika      |

### Magyar változat
- Főcím: Endrédi-Gömöri Viktória
- Magyar szöveg: Kövesdiné Lám Zsuzsánna
- Hangmérnök és vágó: Áldott András
- Gyártásvezető: Gémesi Krisztina
- Szinkronrendező: Derzsi Csilla

A szinkront a Direct Dub Studios készítette.

## Évados áttekintés
| Évad | Évad | Epizódok | Amerikai sugárzás | Amerikai sugárzás | Amerikai adó      | Magyar sugárzás    | Magyar sugárzás  | Magyar adó |
| Évad | Évad | Epizódok | Évadpremier       | Évadfinálé        | Amerikai adó      | Évadpremier        | Évadfinálé       | Magyar adó |
| ---- | ---- | -------- | ----------------- | ----------------- | ----------------- | ------------------ | ---------------- | ---------- |
|      | 1    | 13       | 2022. április 8.  | 2022. április 8.  |                   | 2022. június 6.    | 2022. június 22. |            |
|      | 2    | 13       | 2022. október 1.  | 2022. október 1.  | 2022. október 29. | 2022. november 10. |                  |            |

## Epizódok

### 1. évad (2022)
| #   | #   | Eredeti cím        | Magyar cím | Rendező                 | Író                              | Eredeti premier  | Magyar premier   |
| --- | --- | ------------------ | ---------- | ----------------------- | -------------------------------- | ---------------- | ---------------- |
| 1.  | 1.  | It Takes Two       |            | Cassandra Mackay        | Marsha F. Griffin                | 2022. április 8. | 2022. június 6.  |
| 2.  | 2.  | First Day Frenzy   |            | Larry Anderson          | Aydrea Walden                    | 2022. április 8. | 2022. június 7.  |
| 3.  | 3.  | Barbies Rising     |            | Dominic "Dom" MacKinnon | Lisa Steele                      | 2022. április 8. | 2022. június 8.  |
| 4.  | 4.  | KGone to the Dogs  |            | Cassandra Mackay        | Josh Haber                       | 2022. április 8. | 2022. június 9.  |
| 5.  | 5.  | Delivery Debacle   |            | Larry Anderson          | Meg Favreau                      | 2022. április 8. | 2022. június 10. |
| 6.  | 6.  | Surprise, Surprise |            | Dominic "Dom" MacKinnon | Denise Downer                    | 2022. április 8. | 2022. június 13. |
| 7.  | 7.  | Start Small        |            | Cassandra Mackay        | Michael Carrington               | 2022. április 8. | 2022. június 14. |
| 8.  | 8.  | We Are Family      |            | Larry Anderson          | Crescent Imani Novell            | 2022. április 8. | 2022. június 15. |
| 9.  | 9.  | Turkey Trouble     |            | Dominic "Dom" MacKinnon | Shawnee Gibbs és Shawnelle Gibbs | 2022. április 8. | 2022. június 16. |
| 10. | 10. | Two Stars Are Born |            | Scott Pleydell-Pearce   | Kendall Michele Haney            | 2022. április 8. | 2022. június 17. |
| 11. | 11. | Triple Threat      |            | Larry Anderson          | Isabel Galupo                    | 2022. április 8. | 2022. június 20. |
| 12. | 12. | The Great Outdoors |            | Dominic "Dom" MacKinnon | Crescent Imani Novell            | 2022. április 8. | 2022. június 21. |
| 13. | 13. | The Great Outdoors |            | Larry Anderson          | Lisa Steele                      | 2022. április 8. | 2022. június 22. |

### 2. évad (2022)
| #   | #   | Eredeti cím           | Magyar cím | Rendező        | Író                              | Eredeti premier  | Magyar premier     |
| --- | --- | --------------------- | ---------- | -------------- | -------------------------------- | ---------------- | ------------------ |
| 14. | 1.  | We've Got Magic to Do |            | Dom MacKinnon  | Aydrea Walden                    | 2022. október 1. | 2022. október 29.  |
| 15. | 2.  | Cut It Out            |            | Larry Anderson | Callie C. Miller                 | 2022. október 1. | 2022. október 30.  |
| 16. | 3.  | Studio Sleuths        |            | Dom MacKinnon  | Katie Kaniewski                  | 2022. október 1. | 2022. október 31.  |
| 17. | 4.  | For the Record        |            | Larry Anderson | Crescent Imani Novell            | 2022. október 1. | 2022. november 1.  |
| 18. | 5.  | Knock it Off          |            | Dom MacKinnon  | Jessica Tsou                     | 2022. október 1. | 2022. november 2.  |
| 19. | 6.  | Costumed Capers       |            | Larry Anderson | Dan Salgarolo                    | 2022. október 1. | 2022. november 3.  |
| 20. | 7.  | Cupid Shuffle         |            | Dom MacKinnon  | Kendall Michele Haney            | 2022. október 1. | 2022. november 4.  |
| 21. | 8.  | Team No Screens       |            | Larry Anderson | Crescent Imani Novell            | 2022. október 1. | 2022. november 5.  |
| 22. | 9.  | Festival Fiasco       |            | Dom MacKinnon  | Dan Salgarolo                    | 2022. október 1. | 2022. november 6.  |
| 23. | 10. | Buddy's Is Booming    |            | Larry Anderson | Shawnee Gibbs és Shawnelle Gibbs | 2022. október 1. | 2022. november 7.  |
| 24. | 11. | To Dye For            |            | Dom MacKinnon  | Isabel Galupo                    | 2022. október 1. | 2022. november 8.  |
| 25. | 12. | Game On!              |            | Larry Anderson | Lisa Steele                      | 2022. október 1. | 2022. november 9.  |
| 26. | 13. | Race to the Finish    |            | Dom MacKinnon  | Kendall Michele Haney            | 2022. október 1. | 2022. november 10. |